# 溝蛙鳚
溝蛙鳚（學名：Istiblennius rivulatus），又稱溝動齒鳚，為輻鰭魚綱鳚形目䲁科蛙䲁屬的一種，分布於西印度洋阿卡巴灣、蘇伊士運河至蘇丹海域，深度可達2公尺，本魚體延長形，稍側扁，頭鈍短，雄魚頭頂具冠膜，雌魚無，無頸鬚，上下唇平滑，無犬齒，背鰭具缺刻，背鰭與尾柄相連，臀鰭不與尾柄相連，背鰭硬棘12-14枚、背鰭軟條20-23枚、臀鰭硬棘2枚，臀鰭軟條20-23枚，體長可達8.6公分，棲息於沿岸潮間帶礁石潮池，遇到危險時會以一進一退的方式在潮池間跳躍，雌魚產附著性卵，雄魚有護卵行為，生活習性不明。